# مغامرات مانا
مغامرات مانا (بالإنجليزية: Adventures of Mana)‏ هي لعبة فيديو من نوع تقمص الأدوار تم تطويرها بواسطة إم سي في (بالإنجليزية: MCF)‏ وسكوير إنكس (بالإنجليزية: Square Enix)‏، ونشرتها سكوير إنكس. اللعبة نسخة جديدة ثلاثية الأبعاد من لعبة فاينل فانتسي أدفنتشر [الإنجليزية] لعام 1991 من غيم بوي، وهي أول لعبة في سلسلة مانا. تم إصدارها في جميع أنحاء العالم لنظامي أندرويد وآي أو إس في 4 فبراير 2016، تم إصدار نسخة بلاي ستيشن فيتا أيضًا في نفس التاريخ في اليابان، وفي يونيو 2016 في أمريكا الشمالية وأمريكا الجنوبية وأوروبا. بالإضافة إلى هذه الإصدارات، صرحت سكوير إنكس أنها تفكر في تطوير إصدارات لـ بلاي ستيشن 4 وأجهزة الكمبيوتر الشخصية.
يأخذ اللاعب دور البطل الشاب الذي يحاول مع البطلة منع أمير جلايف المُظلم (بالإنجليزية: Dark Lord of Glaive)‏ من تدمير شجرة مانا. تركز طريقة اللعب على القتال مع الوحوش أو الأعداء الآخرين، ويمكن رؤيتها من منظور من أعلى إلى أسفل. يجتاز اللاعب عالم اللعبة، الذي ينقسم إلى عدة مناطق، ويشق طريقه عبر الأبراج المُحصنة. أثناء قتال شخصيات الوحش، يظهر مقياس على الشاشة يُملأ بمرور الوقت ويعاد ضبطه عندما يتعرض اللاعب للضرب أو الهجوم، من خلال إكمال الهجوم حتى يمتلئ المقياس، يمكن للاعب استخدام هجوم أقوى. يرافق اللاعب العديد من الشخصيات الغير قابلة للعب، ولكل منها مهارات مختلفة يمكن للاعب استخدامها، والتي تساعدهم على هزيمة الأعداء.
جاءت فكرة اللعبة من المنتج ماسارو ويامادا، الذي أراد أن تكون جميع ألعاب مانا قابلة للعب على منصات حديثة للاحتفال بالذكرى السنوية الخامسة والعشرين للمسلسل في عام 2016. في البداية كان هناك بعض الجدل في سكوير إنكس حول ما إذا كان يجب أن يتم إعادة الإنتاج في 2D أو 3D. تم إختيار 3D، حيث كان يُعتقد أنه من الأسهل التحكم فيه على الهواتف الذكية ولأنه يمكن استخدامه كقاعدة لإعادة صنع ألعاب مانا في المستقبل. تلقت اللعبة تقييمات إيجابية، حيث أشاد المراجعون بشكل خاص بالمرئيات والموسيقى.

## اللعب
مغامرات مانا هي لعبة تقمّص أدوار، يتحكم فيها اللاعب في بطل صغير يحاول جنبًا إلى جنب مع بطلة منع أمير جلايف المُظلم من تدمير شجرة المانا. اللعبة عبارة عن نسخة ثلاثية الأبعاد للعبة فاينل فانتسي أدفنتشر [الإنجليزية] ثنائية الأبعاد لعام 1991 من شركة غيم بوي، وتحتوي على نفس المحتوى. في إصدارات الهواتف الذكية من اللعبة، يتحكم اللاعب في البطل باستخدام عصا تحكم افتراضية قابلة للتخصيص ومجموعة أزرار.
تُرى اللعبة بمنظور من أعلى إلى أسفل، وتركز على القتال بالسيف. يقوم اللاعب بتحريك البطل في عالم اللعبة، والذي ينقسم إلى عدة مناطق. عندما يدخل اللاعب واحدة من هذه المناطق، تبدأ شخصيات العدو في الظهور هناك. من بين المناطق في عالم اللعبة، هناك زنزانات يحتاج اللاعب إلى تجاوزها. تتكون هذه الزنزانات عادة من عدد من الغرف مقسمة على ثلاثة إلى أربعة طوابق. ومن أجل التنقل عبر هذه الزنزانة وتجاوزها، يحتاج اللاعب إلى كسر الجدران، وفتح الأبواب، وأحيانًا الضغط على الأزرار لأسفل وكسر القدور.
بالإضافة إلى الأعداء العاديين، يحتاج اللاعب أيضًا إلى هزيمة العديد من الرؤساء والقادة الصغار طوال اللعبة. فمن خلال هزيمة الأعداء، يكتسب اللاعب نقاط خبرة مما يزيد من مستوى البطل. وعندما يحدث هذا، يحصل اللاعب على نقاط لإنفاقها على تطوير أربعة تخصصات مختلفة، كل منها يمنح البطل إمكانية الوصول إلى قدرات مختلفة ويعزز الخصائص المختلفة. هذه التخصصات هي: المحارب والمرتبط بالهجمات الجسدية، الراهب والمرتبط بنقاط الدفاع والصحة، الساحر والمرتبط بالهجمات السحرية والنقاط السحرية، والحكيم ويرتبط مع زيادة مقياس شحن قوة الأسلحة. وأحيانًا عندما يُهزم الأعداء، يسقطون عناصر مختلفة. يمكن للاعب حمل هذه العناصر معهم، والتي يتم تجميعها في مجموعات، كل منها يشغل فتحة واحدة في المخزون.
أثناء المعارك، يظهر مقياس شحن قوة السلاح، ويمتلئ بمرور الوقت. ومن خلال ٳنتظتر هذا المقياس حتى يمتلأ، يمكن للاعب ٳستخدام هجوم حاسم مخصص للسلاح المجهز حاليًا. ويتم إعادة تعيين المقياس إلى الصفر عندما يهاجم اللاعب أو يتعرض لهجوم. ويمكن للاعب استخدام أنواع مختلفة من الأسلحة، مثل السيف والفأس والسوط، ولكل منها نمط هجوم مختلف. فهجمات السيف، على سبيل المثال، هي تأرجحات وطعنات متوسطة المدى، في حين أن هجمات السوط بعيدة المدى ويتم الهجوم عبرها في مدى خط مستقيم من البطل. يمكن أيضًا استخدام معظم الأسلحة للتأثير على البيئة. على سبيل المثال يمكن للاعب قطع الأشجار بالفؤوس. وهناك أيضًا متغيرات من كل نوع سلاح مع نقاط قوة إضافية، مثل تباينات اللهب، والتي تكون فعالة ضد وحوش الجليد.
في مراحل مختلفة من اللعبة، يصاحب البطل شخصيات غير قابلة للعب يتحكم فيها الذكاء الٳصطناعي تساعد اللاعب على هزيمة الأعداء. هؤلاء الرفاق لديهم قدرات مختلفة يمكن للاعب استخدامها، مثل تعويذة فوجي للشفاء ومتجر وات للشراء والتطوير.

## التطوير والإصدار
مغامرات مانا هي نسخة جديدة من لعبة فاينل فانتسي أدفنتشر من غيم بوي التي أصدرت عام 1991، والتي كانت أول لعبة في سلسلة مانا. هذه هي النسخة المطورة الثانية من فاينل فانتسي أدفنتشر، كانت الأولى لعبة سيف المانا بجهاز غيم بوي أدفانس، والتي أزالت الروابط مع سلسلة فاينل فانتسي بالمقابل أصبحت أكثر ارتباطًا ببقية سلسلة مانا. ووفقًا لماسارو ويامادا منتج اللعبة، ركز فريق التطوير على جعل اللعبة الأصلية جيدة، مع إضافة أشياء لم يكن من الممكن القيام بها في الإصدار الأصلي بسبب قيود الأجهزة. وكانوا يهدفون أيضًا إلى جعل اللعبة أكثر راحة وبديهية للعب. فعلى سبيل المثال، أصبح تبديل الدروع والأسلحة واستخدام العناصر والقدرات السحرية أسهل، وتمت إضافة أوامر مختصرة. وتستعير اللعبة بعض العناصر من إصدار غيم بوي الأصلي، وبعضها من النسخة المطورة سيف المانا. فعلى سبيل المثال، قدمت لعبة سيف المانا الأولى القدرة على اللعب كبطلة، لكن لعبة مغامرات مانا، كانت مثل النسخة الأصلية، لديها فقط شخصية ذكورية قابلة للعب. وعلى العكس من ذلك، فإن مغامرات مانا بها نظام معركة وواجهة المستخدم تستند إلى سيف المانا بدلاً من النسخة الأصلية. عاد كينجي إيتو، مؤلف فاينل فانتسي أدفنتشر، ليقوم بصناعة وإعادة ترتيب محدثة وأكثر دراماتيكية للإصدار الجديد.
جاءت فكرة تطوير نسخة جديدة عندما فكر أويامادا، عند الذكرى السنوية الخامسة والعشرين لسلسلة مانا في عام 2016، في الكيفية التي يود بها أن يتمكن اللاعبين من لعب سلسلة الألعاب هذه بترتيب تسلسلي على منصات الألعاب الحديثة. تم تحديد الأنظمة الأساسية وهي الأندرويد وآي أو إس وبلاي ستيشن فيتا. في البداية، كان هناك بعض التردد من طرف شركة سكوير إنكس حول إنشاء اللعبة باستخدام رسومات ثنائية الأبعاد أو ثلاثية الأبعاد. لكنهم في الأخير ٳستقروا على الرسوم الثلاثية الأبعاد، حيث اعتقد أويامادا أن الألعاب ثلاثية الأبعاد أسهل في التحكم في الهواتف الذكية. بالإضافة إلى ذلك، اعتقد فريق التطوير أن الإصدار ثلاثي الأبعاد سيكون أفضل، حيث يمكن استخدامه كقاعدة لإعادة تشكيل محتملة لألعاب مانا الأخرى. واعتمادًا على استقبال مغامرات مانا، قال أويامادا إنه يود تطوير نسخة جديدة من محاكمات مانا، وسيفكر في تطوير لعبة سر مانا حسب الطلب. بدأ تطوير النسخة الجديدة من فاينل فانتسي أدفنتشر تحت ٳسم مغامرات مانا بواسطة MCF.
عندما تم الإعلان عن اللعبة في سبتمبر 2015، كان التطوير قد ٳكتمل بنسبة 50٪. وبحلول أواخر شهر ديسمبر، اكتمل التطوير بنسبة 90٪. وتم إصدار اللعبة في جميع أنحاء العالم لنظامي التشغيل الأندرويد وآي أو إس يوم 4 فبراير سنة 2016، وقد تم إصدار نسخة بلاي ستيشن فيتا أيضًا في نفس التاريخ في اليابان. ورداً على التعليقات، قال الفرع الأوروبي لشركة سكوير إنكس أن فريق تطوير اللعبة يدرس إمكانية إصدار غربي للعبة على منصة بلاي ستيشن فيتا كذالك. وبالفعل أُصدرت اللعبة لاحقًا في أمريكا الشمالية وأمريكا الجنوبية وأوروبا يوم 28 يونيو سنة 2016. وصرحت سكوير إنكس أيضًا أنها تفكر في إصدارات من اللعبة لأجهزة بلاي ستيشن 4 وأجهزة الكمبيوتر.

## الأراء والتقييم
استقبل النقاد لعبة مغامرات مانا بشكل إيجابي، بحيث ذكر شون موسغريف من توش أركيد بأنه شعر أن إعداد القصة متناثر وعدم وجود إشراف أو تدريب عند البداية، بينما من المحتمل أن يلعب بعض الناس اللعبة بطريقة خاطئة، كان شيء ممتعاً حقاً. وأكد: «أحب بساطة وكفاءة اللعبة»، وقال إنه كإعادة صنع جديدة، لم يكن متأكدًا مما إذا كان يمكن أن يكون أكثر سعادة مما كان عليه عندما لعب النسخة الأصلية. وأطلق توش أركيد على لعبة مغامرات مانا لقب «لعبة الأسبوع»، واصفة إياها بأنها طبعة جديدة رائعة حقًا. قالت ناديا أكسفورد من "USgamer" أن اللعبة كانت إعادة ٳصدار جيدة للغاية للعبة فاينل فانتسي أدفنتشر وأقل مللا من لعبة سيف المانا المطورة من نفس اللعبة. وٳعتقد جايسون شراير من كوتاكو أن اللعبة كانت ممتازة. ومثل ناديا، فضلها على لعبة سيف المانا، حيث قال إنها تبدو وكأنها لعبة جديدة أكثر من كونها ٳصدار مطور جديدة. علق كل من هاري سلاتير في بوكيت جيمر، بالٳضافة ٳلى موسغراف وشرايرعلى السعر، معتبرين أنه مرتفع.

## روابط خارجية
- الموقع الرسمي

</nowiki>